# Bharagonalia pakkana
Bharagonalia pakkana är en insektsart som beskrevs av Young 1986. Bharagonalia pakkana ingår i släktet Bharagonalia och familjen dvärgstritar. Inga underarter finns listade i Catalogue of Life.